# Stara Dąbrowa (gemeente)
De gemeente Stara Dąbrowa is een landgemeente in het Poolse woiwodschap West-Pommeren, in powiat Stargardzki.
De gemeente bestaat uit 13 administratieve plaatsen solectwo : Białuń, Chlebowo, Chlebówko, Kicko, Krzywnica, Łęczyca, Łęczyna, Nowa Dąbrowa, Parlino, Stara Dąbrowa, Storkówko, Tolcz en Załęcze.
De zetel van de gemeente is in het dorp Stara Dąbrowa.
De gemeente beslaat 7,4% van de totale oppervlakte van de powiat.

## Demografie
Stand op 30 juni 2004:
| Omschrijving                   | Totaal | Totaal | Vrouwen | Vrouwen | Mannen | Mannen |
| ------------------------------ | ------ | ------ | ------- | ------- | ------ | ------ |
| eenheid                        | aantal | %      | aantal  | %       | aantal | %      |
| inwoners                       | 3570   | 100    | 1761    | 49,3    | 1809   | 50,7   |
| bevolkingsdichtheid (inw./km²) | 31,7   | 31,7   | 15,6    | 15,6    | 16,1   | 16,1   |

De gemeente heeft 3,0% van het aantal inwoners van de powiat. In 2002 bedroeg het gemiddelde inkomen per inwoner 1513,92 zł.

## Plaatsen zonder de statussołectwo
Łęczówka, Moskorze, Rokicie, Rosowo, Wiry.

## Aangrenzende gemeenten
Gminy Chociwel, Marianowo en Stargard Szczeciński (w powiat Stargardzki) en gmina Maszewo (w powiecie powiat Goleniowski).